# گالانتوس ۱۲۵۰
سیارک ۱۲۵۰ (به انگلیسی: 1250 Galanthus، نامگذاری:1933BD) هزار و دویست و پنجاهمین سیارک کشف شده‌است که در ۲۵ ژانویه ۱۹۳۳ و در هایدلبرگ کشف شد.
قدر مطلق سیارک برابر ۱۲٫۲۶ است.